# Teatro popular Caracol
Teatro popular Caracol es una serie de televisión colombiana dramática de antología televisiva, producida por Caracol televisión y transmitida entre 1972 y 1978 en los canales estatales Primera Cadena y Segunda Cadena.
El programa tenía la intención de "popularizar las obras de grandes escritores de la literatura universal, incluidos los escritores colombianos, interpretados por las figuras más importantes de la televisión colombiana" de la época. Recibió el Premio Ondas en 1975.